# Krzysztof Zioła
Krzysztof Zioła (ur. 8 listopada 1972, zm. 9 lutego 2015) – polski hokeista, reprezentant Polski.

## Kariera
- Naprzód Janów (1990-1995)
- STS Sanok (1995-1996)
- GKS Tychy (1998-)

Wychowanek Naprzodu Janów. W barwach macierzystego klubu grał w sezonach I ligi 1991/1992, 1992/1993, 1993/1994, 1994/1995. W połowie 1995 został zawodnikiem STS Sanok (wówczas zawodnikiem sanockiego klubu został inny gracz Naprzodu, Artur Gomółka) i w barwach tej drużyny występował w sezonie 1995/1996 i miał zostać na kolejny sezon. W połowie 1996 trafił do Kliniki Kardiologicznej w Katowicach w zwiząku z problemami zdrowotnymi. Występował także w GKS Tychy od 1998.
Występował w reprezentacji Polski do lat 18 na turnieju mistrzostw Europy juniorów w 1990, reprezentacji Polski do lat 20 na turnieju mistrzostw świata juniorów do lat 20 w 1991, 1992 (Grupa B) oraz był kadrowiczem seniorskiej reprezentacji Polski.
Był żonaty, miał córkę.

## Sukcesy
Klubowe
- Srebrny medal mistrzostw Polski: 1992 z Naprzodem Janów